# Demeclociclină
Demeclociclina este un antibiotic din clasa tetraciclinelor, fiind utilizat în tratamentul unor infecții bacteriene. Printre acestea se numără: boala Lyme, acneea și bronșita. Calea de administrare disponibilă este cea orală.
Compusul a fost identificat în cultura unei tulpini mutante de Streptomyces aureofaciens.